# Maria Polissena Landi

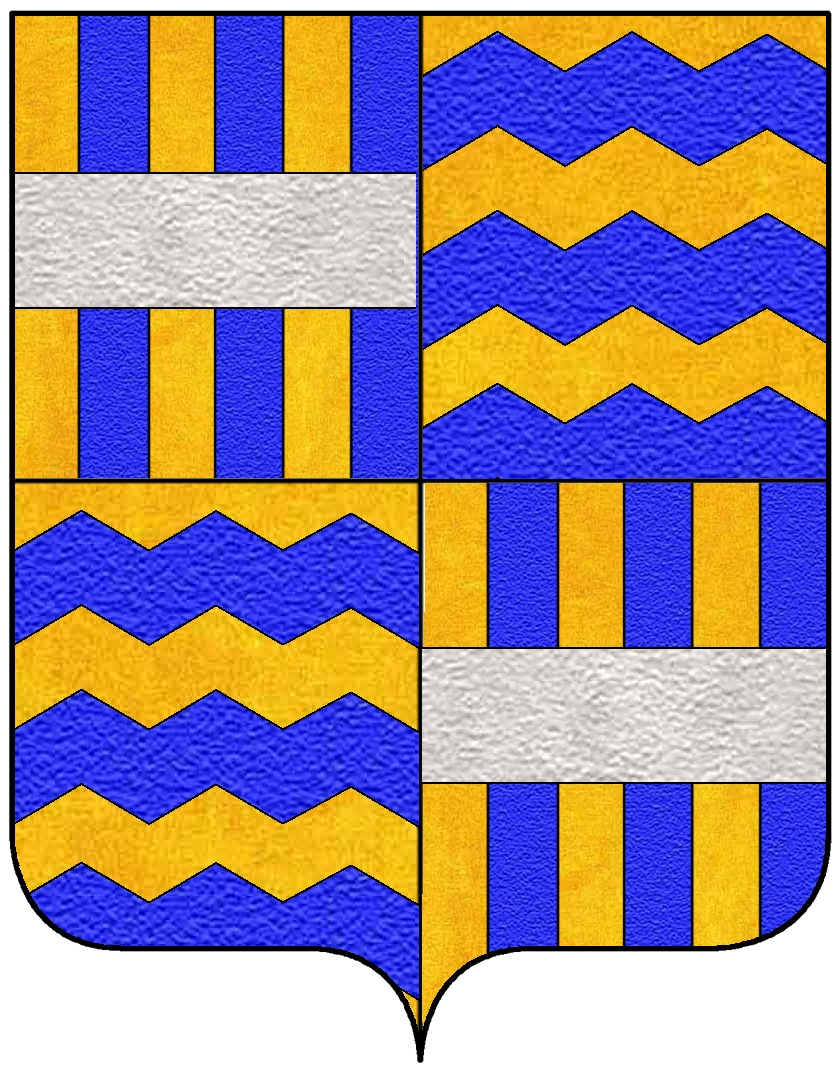
Stemma di Casa Landi

Maria Polissena Landi (Bardi, 29 dicembre 1608 – Bardi, 6 giugno 1679) è stata una nobile italiana.

## Biografia
Unica figlia superstite del principe Federico II Landi (1573-1661) e di Placidia Spinola (?-1644), fu l'ultima esponente del casato, ed ereditò l'intero patrimonio e i territori dei feudi imperiali confinanti con il Ducato di Parma e Piacenza. 
Il suo matrimonio, celebrato a Venezia il 16 aprile 1627, con il principe di Melfi, marchese di Torriglia e conte di Loano (feudi imperiali "sovrani") Giovanni Andrea II Doria (1607-1640) portò all'unione delle due insigni famiglie. 
Nello stesso anno si vide riconoscere, da parte dell'imperatore Ferdinando II d'Asburgo, il diritto di succedere al padre, alla cui morte nel 1661 poté fregiarsi dei titoli di principessa sovrana di Borgotaro, marchesa di Bardi, contessa di Compiano, baronessa di Bedonia e Valdena.
Polissena morì a Bardi nel 1679 - il 6 giugno o il 19 dicembre.
I feudi sovrani della sua famiglia, costituenti lo Stato Landi (benché parte di essi, come Borgotaro, fossero già stati occupati dai Farnese, duchi di Parma, nel 1646), passarono così alla famiglia Doria per testamento stilato dalla principessa del maggio 1674; nel 1682 il nipote ed erede Giovanni Andrea III Doria Landi vendette ai Farnese i restanti territori, conservando il cognome Landi e mantenendolo anche dopo l'assunzione di quello dei Pamphili con cui questo ramo è più conosciuto (Doria Landi Pamphili più noti semplicemente come Doria Pamphili).